# Okręg Ardżesz
Ardżesz (rum. Argeș) – okręg w Rumunii, położony na Wołoszczyźnie, w regionie Południowym, ze stolicą w mieście Pitești. Graniczy z okręgami Sybin, Braszów, Dymbowica, Teleorman, Aluta i Vâlcea. W 2011 roku liczył 612 431 mieszkańców. Okręg ma powierzchnię 6862 km², a w 2011 roku gęstość zaludnienia 89,2 os/km².

## Struktura narodowościowa
Według spisu ludności z roku 2011 okręg Ardżesz zamieszkiwały następujące narodowości:
- Rumuni - 93,3%
- Romowie - 2,7%
- Węgrzy - 0,039%
- Turcy - 0,013%
- Włosi - 0,012%
- Niemcy - 0,010%
- Rosjanie - 0,010%
- Grecy - 0,008%
- Ormianie - 0,006%
- Serbowie - 0,003%

## Miasta
- Câmpulung
- Costești
- Curtea de Argeș
- Mioveni
- Pitești
- Ștefănești
- Topoloveni

## Gmina
- Albeștii de Argeș
- Albeștii de Muscel
- Albota
- Aninoasa
- Arefu
- Băbana
- Băiculești
- Bălilești
- Bârla
- Bascov
- Beleți-Negrești
- Berevoiești
- Bogați
- Boteni
- Boțești
- Bradu
- Brăduleț
- Budeasa
- Bughea de Jos
- Bughea de Sus
- Buzoești
- Căldăraru
- Călinești
- Căteasca
- Cepari
- Cetățeni
- Cicănești
- Ciofrângeni
- Ciomăgești
- Cocu
- Corbeni
- Corbi
- Coșești
- Cotmeana
- Cuca
- Davidești
- Dâmbovicioara
- Dârmănești
- Dobrești
- Domnești
- Dragoslavele
- Drăganu
- Godeni
- Hârsești
- Hârtiești
- Izvoru
- Leordeni
- Lerești
- Lunca Corbului
- Mălureni
- Mărăcineni
- Merișani
- Micești
- Mihăești
- Mioarele
- Miroși
- Morărești
- Moșoaia
- Mozăceni
- Mușătești
- Negrași
- Nucșoara
- Oarja
- Pietroșani
- Poiana Lacului
- Poienarii de Argeș
- Poienarii de Muscel
- Popești
- Priboieni
- Râca
- Rătești
- Recea
- Rociu
- Rucăr
- Sălătrucu
- Săpata
- Schitu Golești
- Slobozia
- Stâlpeni
- Ștefan cel Mare
- Stoenești
- Stolnici
- Șuici
- Suseni
- Teiu
- Tigveni
- Țițești
- Uda
- Ungheni
- Valea Danului
- Valea Iașului
- Valea Mare-Pravăț
- Vedea
- Vlădești
- Vulturești